# Cristián Romero
Cristián Andrés Romero Godoy (n. Santiago de Chile, 26 de diciembre de 1963) es un exfutbolista y entrenador chileno.

## Trayectoria

### Como jugador
Su trayectoria como futbolista profesional comenzó en Cobreloa en el año 1984, posteriormente tuvo paso por Soinca Bata de Melipilla en 1986 y 1987. En 1988 defendió los colores del club de la lamparita Lota Schwager  en la Primera B, y gracias a su destacado desempeño durante la temporada, tuvo la posibilidad de integrarse a Everton de Primera División en 1989. Allí se mantuvo hasta el año 1991. Tras exitosas campañas consiguió en 1992 llegar al elenco de Universidad de Chile, comenzando un formidable paso de cinco años vistiendo la camiseta azul logrando el bicampeonato en las temporadas 1994-1995, además de ser semifinalista de la Copa Conmebol 1994 y de la Copa Libertadores 1996. 
Después de su paso por Universidad de Chile, firma en Deportes Iquique en 1998. Al año siguiente, regresa a Everton donde consigue el ascenso a la Primera División.
Se retiró como jugador del fútbol profesional en Deportes Melipilla en el año 2000 a la edad de 37 años.

### Como entrenador
Comenzó su carrera como ayudante técnico de Horacio Rivas en Palestino en 2004 e inicios de 2005. En octubre de ese mismo año, y en medio de la quiebra de la «U», el síndico José Manuel Edwards, le ofreció el cargo de Jefe del Fútbol Formativo el cual aceptó. Posteriormente fue ayudante de Arturo Salah en Universidad de Chile entre 2007 y 2008. En el año 2009 firmó en Provincial Osorno de la Primera B, teniendo una campaña más que regular, finalizando en el quinto lugar a un paso de entrar a la liguilla por el ascenso a Primera División. El año 2010, debido a los malos resultados en las primeras 6 fechas fue desvinculado. A fines de ese año, regresó nuevamente a Universidad de Chile,  a trabajar en el área formativa a cargo de la sub-19 y posteriormente, es nombrado Jefe Técnico del Fútbol Formativo de la institución en 2011.
En enero de 2014, tras malos resultados y polémicas, que ocasionaron la salida de Marco Antonio Figueroa, es presentado como nuevo entrenador del plantel de honor de la Universidad de Chile. Su debut con el club fue un categórico 5-0 frente a Ñublense por el Torneo Clausura 2014. El 13 de febrero de 2014, Romero se convirtió en el entrenador, con mejor arranque por la Copa Libertadores de América, en la historia de la «U». Superó a Miguel Ángel Russo (1996), quien obtuvo dos victorias seguidas, derrotando a Universidad Católica (2-0) y a Corinthians (1-0). Cabe destacar que a esto, se le suma el hecho, de que bajo su dirección técnica, el club entró en la historia, como el único club chileno, en ganar en todos los países de Sudamérica, tras derrotar a Guaraní por 3-2 en Paraguay, encuentro válido por la clasificación, a la fase de grupos de la Copa Libertadores 2014.
Sin embargo, no logró pasar de fase, quedando eliminados de la competición continental (10 puntos), por diferencia de goles en el Grupo 5. En el Torneo de Clausura 2014, bajo su dirección técnica, la «U» llegó a perder en cinco fechas consecutivas, con expresivas goleadas en contra (ante Huachipato y Cobreloa), sumado a la caída en el superclásico, ante Colo-Colo en el Estadio Nacional, terminando en la 12.ª posición de la tabla. Esto, sumado a una temprana eliminación en la Copa Chile, hacen que Romero sea cesado de su cargo de entrenador, volviendo a sus funciones en las divisiones inferiores del club.
En diciembre del 2014, Romero es despedido de las series inferiores y del club, luego de 5 años en el cargo.
Desde el 23 de agosto de 2015 a julio de 2017 se desempeñó como Gerente General de Deportes Iberia. Se desvinculo del club tras denuncias de irregularidades en las divisiones inferiores, entre las que se encontraba el cobro de dinero a los apoderados de los jugadores a cambio de minutos de juego.
El 31 de octubre de 2021, tras los malos resultados que ocasionaron la salida de Esteban Valencia de la banca, es presentado como nuevo Entrenador interino del plantel de honor de la Universidad de Chile.

## Selección nacional
Fue internacional con la Selección de fútbol de Chile en dos ocasiones bajo la dirección técnica de Nelson Acosta. Debutó en un partido amistoso ante Costa Rica el 25 de agosto de 1996 ingresando en el minuto 63, y el día 1 de septiembre de 1996 por clasificatorias rumbo al mundial de Francia 1998, en la derrota de su selección por cuatro goles a uno ante la selección de Colombia. Romero aquel partido lo disputó como titular y jugando el partido completo.

### Participaciones en eliminatorias a la Copa del Mundo
| Eliminatoria                 | Sede    | Resultado   | Posición | Partidos |
| ---------------------------- | ------- | ----------- | -------- | -------- |
| Clasificatorias Francia 1998 | Francia | Clasificado | 4.º      | 1        |

### Partidos internacionales
| 1     | 25 de agosto de 1996    | Estadio Edgardo Baltodano Briceño, Liberia, Costa Rica         | Costa Rica | 1-1 | Chile |   |  | Nelson Acosta | Amistoso                     |
| 2     | 1 de septiembre de 1996 | Estadio Metropolitano Roberto Meléndez, Barranquilla, Colombia | Colombia   | 4-1 | Chile |   |  | Nelson Acosta | Clasificatorias Francia 1998 |
| Total | Total                   | Total                                                          | Presencias | 2   | Goles | 0 |  |               |                              |

| Selección chilena | Selección chilena | Selección chilena |
| Año               | Partidos          | Goles             |
| ----------------- | ----------------- | ----------------- |
| 1996              | 2                 | 0                 |
| Total             | 2                 | 0                 |

## Clubes

### Como jugador
| Club                 | País  | Año       |
| -------------------- | ----- | --------- |
| Cobreloa             | Chile | 1984      |
| Soinca Bata          | Chile | 1986-1987 |
| Lota Schwager        | Chile | 1988      |
| Everton              | Chile | 1989-1991 |
| Universidad de Chile | Chile | 1992-1997 |
| Deportes Iquique     | Chile | 1998      |
| Everton              | Chile | 1999      |
| Deportes Melipilla   | Chile | 2000      |

### Como entrenador
- Actualizado al  5 de diciembre de 2021.

| Club                 | País  | Año       | PJ | PG | PE | PP | Efectividad |
| -------------------- | ----- | --------- | -- | -- | -- | -- | ----------- |
| Provincial Osorno    | Chile | 2009-2010 | 46 | 14 | 16 | 16 | 42.02%      |
| Universidad de Chile | Chile | 2014      | 22 | 10 | 3  | 9  | 50%         |
| Universidad de Chile | Chile | 2021      | 5  | 1  | 2  | 2  | 33.33%      |
| Total                | Total | Total     | 73 | 25 | 21 | 27 | 43.84%      |

## Palmarés

### Como jugador

#### Campeonatos nacionales
| Título           | Club                 | País  | Año  |
| ---------------- | -------------------- | ----- | ---- |
| Primera División | Universidad de Chile | Chile | 1994 |
| Primera División | Universidad de Chile | Chile | 1995 |